# Брушко, Томаш
То́маш Бру́шко (словац. Tomáš Bruško; род. 21 февраля 1983, Миява, Тренчинский край) — словацкий футболист, полузащитник.

## Биография
Начал свою карьеру в клубе «Дубница» из города Дубница-над-Вагом. В декабре 2001 года подписал 5-летний контракт с киевским «Динамо». Не смог заиграть за основной состав «Динамо» и выступал, в основном, за вторую и третью команды клуба. Сдавался в аренду сначала в полтавскую «Ворсклу», а затем в братиславский «Слован» и берлинский «Унион». Летом 2005 года вернулся в клуб «Дубница», где он начинал свою карьеру. С 2008 по 2009 год выступал за клуб «Дукла» из города Банска-Бистрица, далее отыграл сезон за «Дубницу».
с 2011 года выступал за миявский «Спартак».

## Достижения
- Бронзовый призёр юношеского чемпионата Европы: 2002